# École de Yale
Pour les articles homonymes, voir Yale (homonymie).
L’École de Yale  est le nom donné à groupe influent de critiques littéraires, théoriciens et philosophes de la littérature influencés par la philosophie de la déconstruction de Jacques Derrida. Beaucoup de ces théoriciens étaient liés à l’université Yale dans les années 1970, même si un certain nombre de ceux-ci - y compris Derrida lui-même - ont migré à l'université de Californie à Irvine ou en étaient proches.

## Relations avec la déconstruction
Comme école de pensée, l’École de Yale est plus étroitement liée aux dimensions post-structuralistes de la déconstruction, par opposition à ses dimensions phénoménologiques. En outre, l’École de Yale est plus étroitement reliée à la version de la déconstruction de 1970 que John D. Caputo a décrite comme un « libre jeu des signifiants nietzschéens » qu’à la version de 1990, beaucoup plus concernées par les questions de politique et d’éthique.

## Origines
Au cours de la période allant de la fin des années 1960 au début des années 1980, l'université Yale était le centre d’une variété de penseurs liés à la déconstruction. Ce groupe comprenait des universitaires et critiques littéraires de premier plan tels Paul de Man, Geoffrey Hartman (en), J. Hillis Miller (en), et Harold Bloom. Ces quatre critiques, avec Derrida, ont contribué à une anthologie qui eut une influence particulière, Deconstruction and Criticism. Cependant, la position de Harold Bloom a toujours été quelque peu différente de celle du reste du groupe, et il prit ses distances plus tard avec la déconstruction.

## Deconstruction and Criticism(1979)
Dans son introduction à Deconstruction and Criticism, Hartman établit une distinction entre Derrida, Miller, et de Man d’une part, et lui-même et Bloom d’autre part. Il qualifie les premiers de "boa-déconstructeurs" qui poursuivent la déconstruction jusqu'à ses ultimes conclusions et qui sont plus philosophiquement rigoureux dans leurs écrits. Hartman affirme que lui-même et Bloom sont « à peine déconstructivistes » et qu'ils « écrivent même contre elle à l’occasion. » Hartman affirme que son style d'écriture en particulier, est plus dépendante sur le rôle traditionnel du pathos comme un élan fondamental du langage littéraire. En revanche, la déconstruction telle que défendue par Derrida cherche à révéler que la notion même de pathos est prise dans le jeu de rhétorique qui est propre à la langue.

## Lectures choisies
- (1967) La Voix et le Phénomène, introduction au problème du signe dans la phénoménologie de Husserl, Jacques Derrida
- (1967) De la grammatologie, Jacques Derrida
- (1972) La Dissémination, Jacques Derrida
- (1972) Positions, Jacques Derrida
- (1978) Writing and Difference, Jacques Derrida
- (1979) Deconstruction and Criticism, J. Hillis Miller (en), Harold Bloom, Paul de Man, Geoffrey Hartman (en), Jacques Derrida
- (1983) On Deconstruction: Theory and Criticism after Structuralism, Jonathan Culler
- (1983) The Yale Critics: Deconstruction in America, Jonathan Arac, Wlad Godzich, Wallace Martin, éditeurs.
- (1985) Rhetoric and Form: Deconstruction at Yale, Robert Con Davis and Ronald Schleifer, éditeurs.
- (1988) Mémoires – Pour Paul de Man, Jacques Derrida
- (1989) Allégories de la lecture : le langage figuré chez Rousseau, Nietzsche, Rilke et Proust, Paul de Man
- (1992) Acts of Literature (en), Jacques Derrida
- (1994) The Wake of Deconstruction,  Barbara Johnson

### Source de la traduction
- (en) Cet article est partiellement ou en totalité issu de l’article de Wikipédia en anglais intitulé « Yale school » (voir la liste des auteurs).